# Повіт Шьодзу
Пові́т Шьо́дзу (яп. 小豆郡, しょうずぐん, МФА: [ɕoːd͡zu guɴ]) — повіт в префектурі Каґава, Японія. Станом на 1 липня 2012 року його площа становила 170,02 км². Населення складало 30 385 осіб, а густота населення — 179 осіб/км². До складу повіту входять містечка Тоношьо й Шьодошіма. 